# Liste des périphéries de Grèce par point culminant
Cette liste présente les périphéries de Grèce par point culminant.

## Précisions
Concernant le premier niveau de l'administration territoriale du pays, la Grèce compte treize périphéries.
La communauté monastique du mont Athos constitue quant à elle une subdivision administrative distincte.

## Liste
- sommets situés entre deux périphéries grecques ;
- sommets situés entre la frontière grecque et celle d'un État limitrophe (en).

| Rang | Subdivision                         | Sommet                   | Altitude (m) | Chaîne/Massif      | Coordonnées                       | Image          |
| ---- | ----------------------------------- | ------------------------ | ------------ | ------------------ | --------------------------------- | -------------- |
| 1    | Macédoine-Centrale                  | Mont Olympe              | 2 918        | Massif de l'Olympe | 40° 05′ 09″ nord, 22° 21′ 32″ est | Pic Mytikas    |
| 1    | Thessalie                           | Mont Olympe              | 2 918        | Massif de l'Olympe | 40° 05′ 09″ nord, 22° 21′ 32″ est | Pic Mytikas    |
| 2    | Épire                               | Smólikas                 | 2 637        | Pinde              | 40° 05′ 23″ nord, 20° 55′ 34″ est | Smólikas       |
| 3    | Macédoine-Occidentale               | Kajmakčalan              | 2 528        | Monts Voras (en)   | 40° 55′ 52″ nord, 21° 47′ 21″ est | Kajmakčalan    |
| 4    | Grèce-Centrale                      | Mont Giona (en)          | 2 510        | Mont Giona         | 38° 38′ 51″ nord, 22° 15′ 16″ est | Mont Giona     |
| 5    | Crète                               | Mont Ida                 | 2 456        | Crète              | 35° 13′ 36″ nord, 24° 46′ 21″ est | Mont Ida       |
| 6    | Péloponnèse                         | Profítis Ilías (ceb)     | 2 405        | Taygète            | 36° 57′ 13″ nord, 22° 21′ 00″ est | Profítis Ilías |
| 7    | Grèce-Occidentale                   | Psilí Koryfí             | 2 355        | Chelmós            | 37° 58′ 19″ nord, 22° 12′ 02″ est | Psilí Koryfí   |
| 8    | Macédoine-Orientale-et-Thrace       | Profítis Ilías           | 2 232        | Falakró            | 41° 17′ 38″ nord, 24° 05′ 42″ est | Profítis Ilías |
| 9    | Communauté monastique du mont Athos | Mont Athos               | 2 030        | Aktè               | 40° 09′ 30″ nord, 24° 19′ 38″ est | Mont Athos     |
| 10   | Îles Ioniennes                      | Mégas Sorós (Mont Ainos) | 1 628        | Céphalonie         | 38° 08′ 14″ nord, 20° 40′ 22″ est | Mont Ainos     |
| 11   | Égée-Septentrionale                 | Kerkis (en)              | 1 434        | Sámos              | 37° 43′ 36″ nord, 26° 37′ 18″ est | Kerkis         |
| 12   | Attique                             | Karávola                 | 1 413        | Parnès             | 38° 10′ 28″ nord, 23° 43′ 01″ est | Karávola       |
| 13   | Égée-Méridionale                    | Attavyros                | 1 215        | Rhodes             | 36° 12′ 33″ nord, 27° 51′ 49″ est | Attavyros      |
| 13   | Égée-Méridionale                    | Kalí Límni (ceb)         | 1 215        | Kárpathos          | 35° 35′ 24″ nord, 27° 07′ 33″ est | Kalí Límni     |

## Carte
| Pic Mytikas Smólikas Kajmakčalan Mont Giona Mont Ida Profítis Ilías Psilí Koryfí Profítis Ilías Mont Athos Mégas Sorós Kerkis Karávola Attavyros Kalí Límni |